# بزرگی کلیتوریس
بزرگی کلیتوریس یا کلیتورومگالی یا ماکروکلیتوریس حالتی است که در آن کلیتوریس (چوچوله) به‌طور غیرطبیعی بزرگ باشد و بیشتر در niggas بیناجنس مشاهده می‌شود. برخی افراد همچنین به‌منظور اصلاح بدن، به‌صورت خودخواسته اقدام به بزرگ کردن چوچوله با بهره‌گیری از استروئیدهای آنابولیک از جمله تزریق تستوسترون می‌نمایند. بزرگ‌چوچولگی با بزرگ شدن چوچوله بر اثر برانگیختگی جنسی تفاوت دارد.

## بازشناسی
درجه‌های مختلف ابهام در دستگاه تناسلی معمولاً با مقیاس پریدر که به ترتیب صعودی مردانگی از ۱: دستگاه تناسلی خارجی زن با بزرگ‌چوچولگی تا ۵: شبه‌کیر شبیه دستگاه تناسلی خارجی مردانه اندازه‌گیری می‌شود.

## سبب‌ها
بزرگ‌چوچولگی یک بیماری نادر است و می‌تواند از بدو تولد وجود داشته باشد یا در سنین بالاتر به وجود آید. اگر در بدو تولد وجود داشته باشد، هایپرپلازی مادرزادی آدرنال می‌تواند یکی از دلایل آن باشد؛ زیرا در این شرایط غده فوق کلیوی جنین ماده آندروژن اضافی تولید می‌کند و نوزاد تازه متولد شده دارای دستگاه تناسلی مبهمی است که به وضوح مردانه یا زنانه نیست. در زنان بارداری که در طول بارداری نوراتی سترون دریافت کرده‌اند، مردانگی جنین اتفاق می‌افتد؛ و در نتیجه باعث هیپرتروفی کلیتور می‌شود. با این حال، امروزه به دلیل استفاده از پروژسترون‌های ایمن، این امر به ندرت دیده می‌شود. همچنین این حالت می‌تواند ناشی از اختلال مادرزادی اتوزومی چیره باشد که به نشانگان فریزر معروف است.
در بزرگ‌چوچولگی اکتسابی، علت اصلی عدم تعادل هورمونی غدد درون ریز در زنان بزرگسال است که سندرم تخمدان پلی کیستیک (PCOS) و بیش‌رویشی تخمدان دو نمونه از این حالت هستند. بزرگ‌چوچولگی اکتسابی همچنین ممکن است در اثر آسیب‌هایی که روی تخمدان‌ها و سایر غدد درون‌ریز تأثیر می‌گذارند، ایجاد شود. این آسیب‌ها ممکن است شامل تومورهای ویروسی مانند آرنوبلاستوما و نوروفیبروماتوز باشد. علت دیگر، کیست‌های کلیتور است. گاهی ممکن است هیچ دلیل واضح بالینی یا هورمونی وجود نداشته باشد.
بدنسازان زن و ورزشکارانی که از آندروژن استفاده می‌کنند، در درجه اول برای تقویت رشد عضلانی، قدرت و ظاهر، ممکن است بزرگ شدن چوچوله و افزایش میل جنسی را نیز به وضوح تجربه کنند. برای مردان تراجنسی که از تستوسترون به عنوان بخشی از هورمون‌درمانی تراجنسی (زن به مرد) بهره می‌برند، شبیه شدن چوچوله به کیر می‌تواند یک اثر مطلوب باشد. زنانی که به دلایل درمانی از تستوسترون استفاده می‌کنند، (درمان کم‌بود میل جنسی، پیش‌گیری از پوکی استخوان، به عنوان بخشی از رژیم ضد افسردگی و غیره) برخی از حالت‌های بزرگ‌شدگی چوچوله را تجربه می‌کنند. اگرچه دوزهایی که منجر به این شرایط می‌شوند بسیار کمتر است. برخی حالات بزرگ‌چوچولگی در دختران کوچک به سبب خودارضایی گزارش شده‌است.

## آناتومی
در اتلس آناتومی جنسی انسان (1949) توسط رابرت لاتو دیکینسون، چوچوله معمولی دارای عرض ۳ تا ۴ میلی‌متر تعریف شده و طول آن نیز ۴ تا ۵ میلی‌متر است. در ادبیات پزشکی زنان و زایمان، بزرگ‌چوچولگی حالتی است که شاخص چوچوله (حاصل عرض‌های طولی و عرضی) بیشتر از ۳۵ میلی‌متر باشد که تقریباً دو برابر اندازه ای است که برای سر چوچوله در اندازه متوسط در نظر گرفته شده است.

## نگرانی‌های مربوط به حقوق بشر
کاهش زود هنگام بزرگ‌چوچولگی از راه جراحی با استفاده از کلیتوریدکتومی امری بحث‌برانگیز است و زنان بیناجنسی که در معرض چنین درمانی قرار داشته‌اند، اظهار کرده‌اند که احساسات جنسی و حس استقلالشان را از دست داده‌اند. در سالهای اخیر، نهادهای مدافع حقوق بشر جراحی زودهنگام چنین ویژگی‌هایی انتقاد کرده‌اند.
در سال ۲۰۱۳، در یک مجله پزشکی فاش شد که چهار زن نخبه ورزشکار از کشورهای در حال توسعه تحت آزمایش تأیید جنسیت در ورزش، گونادکتومی و کلیتوریدکتومی جزئی قرار گرفتند که نتایج آزمایش حاکی از آن بود که آن‌ها یک بیماری بیناجنسی دارند. در آوریل ۲۰۱۶، گزارشگر ویژه سازمان ملل در امور بهداشت، دینیوس پیراس، این روش درمانی را به عنوان نوعی ختنه دستگاه تناسلی زنان، «در صورت عدم وجود علائم یا مشکلات بهداشتی که این اقدامات را ضروری کند»، محکوم کرد.